# 기신정기
기신정기(Kishin Corporation)는 대한민국의 사출 금형 소재 기업이다. 본사는 인천광역시 남동구 논현동 은봉로 111에 위치해 있으며 대표이사는 윤현도이다.
2007년 10월 코스피 시장에 상장하였다.

## 테마주
윤석열과 회사 창업주 윤종수가 서울대 법대 동문인 이유로 주식이 급등한 적이 있으며 윤석열 관련주로 여겨진다

## 참고문헌
1. ↑  김양식, 기신정기(주), 사출 금형용 몰드베이스 전문기업, 로봇기술, 2023년 3월 16일
2. ↑  승승장구하는 일본기업 ‘기신정기’, 최대주주는 ‘후다바전자공업’...한국에서 돈 벌어 일본에 가져다주는 꼴?, 뉴스워커, 2019년 7월 9일
3. ↑  송성희, 기신정기 21% 상승 창업주와 윤석열 동문', 국제뉴스, 2021년 3월 10일